# Dorn (zespół muzyczny)
Dorn – powstały w 1998 roku niemiecki zespół grający symfoniczny black metal.

## Obecny skład zespołu
- Roberto Liebig - gitara, śpiew (ex-Riger)
- Michael Werber - gitara basowa
- Sebastian Ziem - perkusja

## Dyskografia
- Falschheit (2000)
- Brennende Kälte (2001)
- Schatten der Vergangenheit (2002)
- Suriel (2004)
- Essenz Der Macht (Demo) (2005)
- Spiegel der Unendlichkeit (Demo) (2005)
- Spiegel der Unendlichkeit (2007)